# CGTN 다큐멘터리
CGTN 다큐멘터리(CGTN Documentary, 중국어: 中国环球电视网纪录频道)은 중국국제텔레비전의 텔레비전 채널 중 하나이다.